# 赵秀君
赵秀君（1969年—），女，汉族，中华人民共和国京剧旦角演员、政治人物、第十一届全国政协委员。
加入中国共产党，担任天津市青年京剧团一级演员。2008年，当选第十一届全国政协委员，代表文化艺术界，分入第二十六组。